# Sporløs
 Der er for få eller ingen kildehenvisninger i denne artikel, hvilket er et problem. Du kan hjælpe ved at angive troværdige kilder til de påstande, som fremføres i artiklen.

Sporløs er et tv-program på DR1, der hjælper danskere med at lede efter slægtninge som var forsvundet for dem, og som de ikke selv har været i stand til at opspore. I programmets oprindelige format sad deltageren og værten i et studie, mens de fulgte en reporter på skærmen, som rejste ud i verden for at lede efter forsvundne slægtninge. Siden 2007 var også deltageren med på rejse ude i verden, i følgeskab med værten.
Det første program havde premiere på DR1 den 30. maj 1999 med Hans-Georg Møller som studievært og Mette Weyde som reporter. Siden da har der været skiftende værter og reportere.
DR stoppede i 2019 Sporløs efter 20 år grundet besparelser, men fornyede serien i 2022 med Mette Frisk som vært.

## Værter igennem årene

### Studieværter
- Hans-Georg Møller (1999-2003)
- Line Baun Danielsen (2004-2006)

### Reportere
- Mette Weyde
- Helle Lyster
- Anne Laursen Vig
- Torben Schou

- Lillian Gjerulf Kretz (2007)
- Louise Wolff (2008-2012)
- Rie Helmer Nielsen (2012-2015)
- Ditte Haue (2016-2019)
- Mette Frisk (2022-)

## Deltagere 2008 - 2019

### 2008
| Sendt | Deltager    | Land/sted        |
| ----- | ----------- | ---------------- |
| 29/1  | Ilona       | Ungarn           |
| 5/2   | Manuela     | Holland          |
| 12/2  | Sahra       | Colombia         |
| 19/2  | Gitte       | Australien       |
| 26/2  | Maria       | Gran Canaria     |
| 7/10  | Mala        | Indien           |
| 14/10 | Susanne     | Argentina og USA |
| 21/10 | Cathrine    | Korea            |
| 28/10 | Karen-Elise | USA              |
| 4/11  | Adriana     | Uruguay          |

### 2009
| Sendt | Deltager            | Land/sted                    |
| ----- | ------------------- | ---------------------------- |
| 20/8  | Malene og Camilla   | Sydkorea                     |
| 27/8  | Gitte               | England                      |
| 3/9   | Charlotte           | Tyskland, Tyrkiet og Holland |
| 10/9  | Tanja               | Italien                      |
| 17/9  | Anders og Christian | Spanien og Belgien           |
| 24/9  | Lone                | Portugal og Mozambique       |
| 8/10  | Cita                | Gambia                       |
| 29/12 | Michael             | USA                          |

### 2010
I opfølgningsprogrammet d. 27/12, som varede en time, tog Louise Wolff rundt i landet for at finde ud af, hvordan det er gået for nogle af de deltagere, der har været med i Sporløs.
| Sendt | Deltager           | Land/sted      |
| ----- | ------------------ | -------------- |
| 9/9   | Nete               | Thailand       |
| 16/9  | Caroline           | Peru           |
| 23/9  | Camilo             | Colombia       |
| 30/9  | Jesper             | Chile          |
| 7/10  | Jannick            | England og USA |
| 14/10 | Maria              | England        |
| 21/10 | Carolina           | Colombia       |
| 27/12 | OPFØLGNINGSPROGRAM |                |

### 2012
Fra og med d. 12/9 er Rie Helmer Nielsen vært.
| Sendt | Deltager                | Land/sted           |
| ----- | ----------------------- | ------------------- |
| 5/1   | Johanna og Marie Louise | Colombia            |
| 12/1  | Sandra                  | Rumænien & Belgien  |
| 19/1  | Patrick og Steffen      | Thailand            |
| 26/1  | Jesper                  | Colombia            |
| 2/2   | Grace                   | Costa Rica          |
| 9/2   | Panida                  | Thailand            |
| 16/2  | Diana                   | Guatemala           |
| 12/9  | Linda                   | Mallorca og Finland |
| 19/9  | Andreas og Emil         | Colombia            |
| 26/9  | Eva Kjeldgaard          | Thailand            |
| 3/10  | Aleksander              | Filippinerne        |

### 2013
| Sendt | Deltager  | Land/sted  |
| ----- | --------- | ---------- |
| 14/1  | Christina | Bangladesh |
| 21/1  | Christian | Colombia   |
| 28/1  | Kristina  | USA        |
| 4/2   | Kamilla   | Korea      |
| 11/2  | Jeff      | USA        |
| 18/2  | Ida       | Sri Lanka  |
| 25/2  | Kim       | Thailand   |
| 4/11  | Iben      | Bulgarien  |
| 11/11 | Sylvia    | Malaysia   |
| 18/11 | Sofie     | Guatemala  |
| 25/11 | Mark      | Chile      |
| 2/12  | Helena    | Haiti      |
| 9/12  | Alvaro    | Colombia   |

### 2014
| Sendt | Deltager                                          | Land/sted           |
| ----- | ------------------------------------------------- | ------------------- |
| 5/2   | Christian                                         | Rumænien            |
| 12/2  | Fabiola                                           | Bolivia             |
| 19/2  | Nethe                                             | Mozambique          |
| 26/2  | Jonas, Kristian, Nicklas og Rasmus                | Colombia            |
| 12/3  | Heidi                                             | Japan               |
| 20/10 | Peter                                             | Ungarn              |
| 27/10 | Emely                                             | Canada              |
| 3/11  | Toni (Sporløs special: Toni mødte sin far i 2004) | Sydafrika           |
| 10/11 | Thomas (Sporløs special: De brune børn)           | Tyskland og USA     |
| 17/11 | Maria                                             | Letland og Frankrig |
| 24/11 | Bente                                             | Mallorca (Spanien)  |
| 1/12  | Signe                                             | Colombia            |
| 8/12  | Hector                                            | Guatemala           |

### 2015
| Sendt | Deltager                   | Land/sted             |
| ----- | -------------------------- | --------------------- |
| 17/8  | Anja                       | Gambia                |
| 24/8  | Saichon                    | Thailand              |
| 31/8  | Joakim                     | Serbien               |
| 7/9   | Kylie                      | Australien            |
| 14/9  | Ninna                      | Colombia og USA       |
| 21/9  | Anne                       | Polen                 |
| 28/9  | Galang                     | Indonesien og Vietnam |
| 15/12 | Anna Mee (Sporløs special) | Sydkorea              |

### 2016
Fra og med d. 22/8 er Ditte Haue vært.
| Sendt | Deltager  | Land/sted             |
| ----- | --------- | --------------------- |
| 22/8  | Julius    | Guatemala             |
| 29/8  | Natasja   | England               |
| 5/9   | Michelle  | Colombia              |
| 12/9  | Ivan      | Bulgarien og Tyskland |
| 19/9  | Simone    | Thailand              |
| 26/9  | Katrine   | Sri Lanka             |
| 3/10  | Maria     | Ungarn                |
| 10/10 | Christian | Colombia              |

### 2017
| Sendt | Deltager      | Land/sted            |
| ----- | ------------- | -------------------- |
| 14/8  | Thomas        | England & Cypern     |
| 21/8  | Marianne      | Ungarn               |
| 28/8  | Sille og Thea | Colombia             |
| 4/9   | Pernille      | Polen og Tyskland    |
| 11/9  | Emilie        | Thailand             |
| 18/9  | Diana         | Colombia             |
| 25/9  | Mille         | Sri Lanka            |
| 2/10  | Jesper        | Bulgarien og Italien |

### 2018
| Sendt | Deltager         | Land/sted            |
| ----- | ---------------- | -------------------- |
| 16/10 | Adrian og Patrik | Tjekkiet og Rumænien |
| 23/10 | Luana            | Brazilien            |
| 30/10 | Victoria         | Bulgarien            |
| 6/11  | Sandra           | Ecuador              |
| 13/11 | Charlotte        | Sri Lanka            |
| 27/11 | Christian        | Colombia             |
| 4/12  | David            | Filippinerne         |
| 11/12 | Kasper           | Bulgarien            |

### 2019
| Sendt | Deltager        | Land/sted          |
| ----- | --------------- | ------------------ |
| 28/10 | Peter           | Sri Lanka          |
| 4/11  | Casper          | Colombia           |
| 11/11 | Lucie           | Tjekkiet           |
| 18/11 | Aclam           | Italien            |
| 25/11 | Julie           | Vietnam            |
| 2/12  | Marie           | Tjekkiet & Schweiz |
| 9/12  | Natalie og Carl | Colombia           |
| 16/12 | Ulla            | Grønland           |